# Persone di nome Ivan
| Questa pagina contiene informazioni ricavate automaticamente dalle voci biografiche con l'ausilio del template Bio e di un bot. L'aggiornamento è periodico e automatico e ricostruisce completamente la pagina. Se manca una persona in questa lista, sei pregato di non aggiungerla, ma accertati piuttosto che la sua voce biografica contenga il template Bio e che i dati anagrafici siano correttamente compilati. Se il template Bio manca, inseriscilo tu stesso o, in alternativa, metti l'avviso {{tmp\|Bio}} che ne segnala la mancanza. Se i dati riportati sono sbagliati, correggi direttamente la voce biografica; le modifiche saranno visibili in questa lista entro pochi giorni. Per chiarimenti vedi il progetto antroponimi. La lista contiene solo le 882 persone che sono citate nell'enciclopedia e per le quali è stato implementato correttamente il template Bio. Pagina aggiornata al 6 ago 2025. |

Questa è una lista di persone presenti nell'enciclopedia che hanno il nome Ivan, suddivise per attività principale.

## Agronomi(1)
- Ivan Vladimirovič Mičurin, agronomo, botanico e genetista russo (Dolgoe, n. 1855 - Mičurinsk, † 1935)

## Allenatori di calcio(38)
- Ivan Bedi, allenatore di calcio e ex calciatore montenegrino (Nikšić, n. 1952)
- Ivan Bošković, allenatore di calcio e ex calciatore montenegrino (Nikšić, n. 1982)
- Ivan Božić, allenatore di calcio e ex calciatore bosniaco (Sarajevo, n. 1983)
- Ivan Brzić, allenatore di calcio e calciatore jugoslavo (Novi Sad, n. 1941 - Novi Sad, † 2014)
- Ivan Bulat, allenatore di calcio e ex calciatore croato (Sebenico, n. 1975)
- Ivan Buljan, allenatore di calcio e ex calciatore jugoslavo (Runovići, n. 1949)
- Ivan Chodák, allenatore di calcio e calciatore slovacco (Dolný Kubín, n. 1914 - Bratislava, † 1994)
- Ivan Del Prato, allenatore di calcio e ex calciatore italiano (Seriate, n. 1968)
- Ivan Đurđević, allenatore di calcio e ex calciatore serbo (Belgrado, n. 1977)
- Ivan Franceschini, allenatore di calcio e ex calciatore italiano (Parma, n. 1976)
- Ivan Golac, allenatore di calcio e ex calciatore croato (Koprivnica, n. 1950)
- Ivan Gvozdenović, allenatore di calcio e ex calciatore serbo (Bor, n. 1978)
- Ivan Hašek, allenatore di calcio e ex calciatore ceco (Městec Králové, n. 1963)
- Ivan Hitrec, allenatore di calcio e calciatore jugoslavo (Zagabria, n. 1911 - Zagabria, † 1946)
- Ivan Javorčić, allenatore di calcio e ex calciatore croato (Spalato, n. 1979)
- Ivan Jovanović, allenatore di calcio e ex calciatore serbo (Loznica, n. 1962)
- Ivan Jurić, allenatore di calcio e ex calciatore croato (Spalato, n. 1975)
- Ivan Katalinić, allenatore di calcio e ex calciatore croato (Traù, n. 1951)
- Ivan Kolev, allenatore di calcio e ex calciatore bulgaro (Sofia, n. 1957)
- Ivan Leko, allenatore di calcio e ex calciatore croato (Spalato, n. 1978)
- Ivan Marković, allenatore di calcio croato (Segna, n. 1928 - Zagabria, † 2006)
- Ivan Matić, allenatore di calcio e ex calciatore croato (Spalato, n. 1971)
- Ivan Moretto, allenatore di calcio e ex calciatore italiano (Montebelluna, n. 1970)
- Ivan Mozer, allenatore di calcio e calciatore sovietico (Mukačevo, n. 1933 - Mosca, † 2006)
- Ivan Nielsen, allenatore di calcio e ex calciatore danese (Frederiksberg, n. 1956)
- Ivica Osim, allenatore di calcio e calciatore jugoslavo (Sarajevo, n. 1941 - Graz, † 2022)
- Ivan Piccoli, allenatore di calcio e ex calciatore italiano (Fano, n. 1981)
- Ivan Prelec, allenatore di calcio e ex calciatore croato (Zagabria, n. 1987)
- Ivan Radeljić, allenatore di calcio e ex calciatore bosniaco (Imoschi, n. 1980)
- Ivan Radovanović, allenatore di calcio e ex calciatore serbo (Belgrado, n. 1988)
- Ivan Rizzardi, allenatore di calcio e ex calciatore italiano (Brescia, n. 1966)
- Ivan Romanzini, allenatore di calcio, dirigente sportivo e calciatore italiano (Vicenza, n. 1946 - San Martino di Lupari, † 2023)
- Ivan Sproule, allenatore di calcio e ex calciatore nordirlandese (Castlederg, n. 1981)
- Ivan Tisci, allenatore di calcio, dirigente sportivo e ex calciatore italiano (Genova, n. 1974)
- Ivan Tomić, allenatore di calcio, dirigente sportivo e ex calciatore serbo (Belgrado, n. 1976)
- Ivan Tomičić, allenatore di calcio e ex calciatore croato (Spalato, n. 1993)
- Ivan Vicelich, allenatore di calcio e ex calciatore neozelandese (Auckland, n. 1976)
- Ivan Čabrinović, allenatore di calcio e ex calciatore serbo (Kragujevac, n. 1939)

## Allenatori di calcio a 5(2)
- Ivan Alves Júnior, allenatore di calcio a 5, giocatore di calcio a 5 e ex calciatore brasiliano (Belo Horizonte, n. 1972)
- Ivan Oranges, allenatore di calcio a 5 italiano (Marigliano, n. 1969)

## Allenatori di pallacanestro(4)
- Ivan Gălăbov, allenatore di pallacanestro bulgaro (Peruštica, n. 1930 - † 1985)
- Ivan Kolev, allenatore di pallacanestro bulgaro (Botevgrad, n. 1933 - † 2020)
- Ivan Lepičev, allenatore di pallacanestro bulgaro (Boboševo, n. 1951)
- Ivan Rudež, allenatore di pallacanestro croato (Zagabria, n. 1979)

## Allenatori di pallanuoto(1)
- Ivan Asić, allenatore di pallanuoto croato (Spalato, n. 1970)

## Allenatori di tennis(1)
- Ivan Ljubičić, allenatore di tennis e ex tennista croato (Banja Luka, n. 1979)

## Altisti(1)
- Ivan Uchov, altista russo (Čeljabinsk, n. 1986)

## Ammiragli(4)
- Ivan Konstantinovič Grigorovič, ammiraglio russo (San Pietroburgo, n. 1853 - Mentone, † 1930)
- Ivan Fëdorovič Lichačëv, ammiraglio russo (n. 1826 - Parigi, † 1907)
- Ivan Stepanovič Jumašev, ammiraglio e politico sovietico (Tiflis, n. 1895 - Leningrado, † 1972)
- Ivan Dmitrievič Papanin, ammiraglio e esploratore russo (Sebastopoli, n. 1894 - Mosca, † 1986)

## Arbitri di calcio(3)
- Ivan Bebek, arbitro di calcio croato (Fiume, n. 1977)
- Ivan Eklind, arbitro di calcio svedese (Stoccolma, n. 1905 - Stoccolma, † 1981)
- Ivan Kružliak, arbitro di calcio slovacco (Bratislava, n. 1984)

## Archeologi(1)
- Ivan Egorovič Zabelin, archeologo e storico russo (Tver', n. 1820 - Mosca, † 1908)

## Architetti(4)
- Ivan Il'ič Leonidov, architetto, urbanista e pittore russo (Oblast' di Tver', n. 1902 - Mosca, † 1959)
- Ivan Fëdorovič Mičurin, architetto russo (n. 1700 - † 1763)
- Ivan Egorovič Starov, architetto russo (San Pietroburgo, n. 1745 - San Pietroburgo, † 1808)
- Ivan Štraus, architetto bosniaco (Kremna, n. 1928 - Sarajevo, † 2018)

## Arcivescovi cattolici(3)
- Ivan Bučko, arcivescovo cattolico ucraino (Hermaniv, n. 1891 - Roma, † 1974)
- Ivan Jurkovič, arcivescovo cattolico e diplomatico sloveno (Kočevje, n. 1952)
- Ivan Maffeis, arcivescovo cattolico italiano (Pinzolo, n. 1963)

## Artigiani(1)
- Ivan Giacomo Zoppini, artigiano e filantropo italiano (Acquafredda, n. 1936 - Milano, † 2020)

## Artisti(1)
- Ivan Cattaneo, artista, cantautore e pittore italiano (Bergamo, n. 1953)

## Artisti marziali misti(1)
- Ivan Musardo, artista marziale misto svizzero (Zurigo, n. 1980)

## Assassini seriali(1)
- Ivan Milat, serial killer e criminale australiano (Guildford, n. 1944 - Randwick, † 2019)

## Attivisti(1)
- Ivan Scalfarotto, attivista e politico italiano (Pescara, n. 1965)

## Attori(26)
- Ivan Arkadin, attore russo (n. 1878 - † 1942)
- Ivan Bersenev, attore russo (Mosca, n. 1889 - Mosca, † 1951)
- Ivan Boragine, attore italiano (Napoli, n. 1983)
- Ivan Castiglione, attore italiano (Napoli, n. 1973)
- Ivan Chudoleev, attore russo (Mosca, n. 1875 - † 1932)
- Ivan Desny, attore svizzero (Pechino, n. 1922 - Ascona, † 2002)
- Ivan Dixon, attore, produttore cinematografico e regista statunitense (New York, n. 1931 - Charlotte, † 2008)
- Ivan Dmitriev, attore sovietico (Vyšnij Voločëk, n. 1915 - San Pietroburgo, † 2003)
- Cary Elwes, attore britannico (Londra, n. 1962)
- Ivan Festa, attore italiano (n. 1972)
- Ivan Franek, attore ceco (Plzeň, n. 1964)
- Ivan G'Vera, attore cecoslovacco (Praga, n. 1959)
- Ivan Jančev, attore bulgaro (Trojanovo, n. 1921 - Sofia, † 1995)
- Ivan Jandl, attore ceco (Praga, n. 1937 - Praga, † 1987)
- Ivan Filippovič Jankovskij, attore russo (Mosca, n. 1990)
- Ivan Kaye, attore britannico (Northampton, n. 1961)
- Ivan Ivanovič Krasko, attore russo (Vartemyagi, n. 1930)
- Ivan Michajlovič Moskvin, attore, regista e direttore teatrale russo (Mosca, n. 1874 - Mosca, † 1946)
- Ivan Mozžuchin, attore e regista russo (Penza, n. 1889 - Neuilly-sur-Seine, † 1939)
- Ivan Pereverzev, attore sovietico (Kuz'minka, n. 1914 - Mosca, † 1978)
- Ivan Rassimov, attore italiano (Trieste, n. 1938 - Roma, † 2003)
- Ivan Sergei, attore statunitense (Hawthorne, n. 1971)
- Ivan Trojan, attore e doppiatore ceco (Praga, n. 1964)
- Ivan Venini, attore italiano (Milano, n. 1970)
- Ivan Vyrypaev, attore, drammaturgo e regista polacco (Irkutsk, n. 1974)
- Ivan Čuvelev, attore sovietico (Mosca, n. 1897 - † 1942)

## Attori teatrali(1)
- Ivan Afanas'evič Dmitrevsky, attore teatrale, traduttore e drammaturgo russo (Jaroslavl', n. 1734 - San Pietroburgo, † 1821)

## Aviatori(1)
- Ivan Nikitovič Kožedub, aviatore e generale sovietico (Obražievka, n. 1920 - Mosca, † 1991)

## Banchieri(2)
- Jan Gotlib Bloch, banchiere polacco (Radom, n. 1836 - Varsavia, † 1902)
- Ivan Hribar, banchiere, politico e diplomatico sloveno (Trzin, n. 1851 - Lubiana, † 1941)

## Batteristi(2)
- Ivan Ciccarelli, batterista, percussionista e produttore discografico italiano (Milano, n. 1973)
- Ivan Conti, batterista brasiliano (Rio de Janeiro, n. 1946 - Rio de Janeiro, † 2023)

## Biatleti(4)
- Ivan Bjakov, biatleta sovietico (n. 1944 - Kiev, † 2009)
- Ivan Masařík, biatleta ceco (Jilemnice, n. 1967)
- Ivan Pesterev, ex biatleta bielorusso (Iževsk, n. 1975)
- Ivan Čerezov, ex biatleta russo (Iževsk, n. 1980)

## Biologi(2)
- Ivan Regen, biologo e entomologo sloveno (Lajše, n. 1868 - Vienna, † 1947)
- Ivan T. Sanderson, biologo e scrittore scozzese (Edimburgo, n. 1911 - New Jersey, † 1973)

## Bobbisti(2)
- Ivan Brown, bobbista statunitense (Keene Valley, n. 1908 - Hartford, † 1963)
- Ivan Šola, ex bobbista e motociclista croato (Spalato, n. 1961)

## Botanici(1)
- Ivan Ivanovič Martinov, botanico e filologo russo (Perevoločna, n. 1771 - San Pietroburgo, † 1833)

## Canoisti(3)
- Ivan Burčin, ex canoista bulgaro (Mizia, n. 1952)
- Ivan Patzaichin, canoista rumeno (Crișan, n. 1949 - Bucarest, † 2021)
- Ivan Štyl', canoista russo (Komsomol'sk-na-Amure, n. 1986)

## Cantanti(8)
- Vanja Dmitrienko, cantante e attore russo (Krasnojarsk, n. 2005)
- Ivan Dorn, cantante e attore ucraino (Čeljabinsk, n. 1988)
- Ivan Lins, cantante, musicista e compositore brasiliano (Rio de Janeiro, n. 1945)
- Ivan Mikulić, cantante croato (Široki Brijeg, n. 1968)
- Xolidayboy, cantante ucraino (Sebastopoli, n. 2000)
- Ivan Moody, cantante statunitense (Denver, n. 1980)
- Ivan Rebroff, cantante tedesco (Berlino, n. 1931 - Francoforte sul Meno, † 2008)
- Divan, cantante cubano (L'Avana, n. 1995)

## Cantautori(4)
- Ivan Della Mea, cantautore, scrittore e giornalista italiano (Lucca, n. 1940 - Milano, † 2009)
- Ivan Graziani, cantautore e chitarrista italiano (Teramo, n. 1945 - Novafeltria, † 1997)
- Ivan Mládek, cantautore e comico cecoslovacco (Praga, n. 1942)
- Ivan Segreto, cantautore italiano (Sciacca, n. 1975)

## Cardinali(1)
- Ivan Dias, cardinale e arcivescovo cattolico indiano (Bombay, n. 1936 - Roma, † 2017)

## Cavalieri(1)
- Ivan Kizimov, cavaliere sovietico (Novočerkassk, n. 1928 - † 2019)

## Cestisti(49)
- Ivan Alipiev, cestista bulgaro (Sofia, n. 1999)
- Ivan Almeida, cestista capoverdiano (Praia, n. 1989)
- Ivan Aska, cestista statunitense (Fort Lauderdale, n. 1990)
- Ivan Batur, cestista croato (Zara, n. 1991)
- Ivan Bisson, ex cestista e dirigente sportivo italiano (Macerata, n. 1946)
- Ivan Bojanić, ex cestista serbo (Kruševac, n. 1997)
- Ivan Buva, cestista croato (Zagabria, n. 1991)
- Ivan Cenov, ex cestista e dirigente sportivo bulgaro (Sofia, n. 1962)
- Ivan Dvornyj, cestista sovietico (Leningrado, n. 1952 - Omsk, † 2015)
- Ivan Elliott, ex cestista statunitense (San Francisco, n. 1986)
- Ivan Février, cestista francese (Lilla, n. 1999)
- Ivan Gatto, ex cestista italiano (Treviso, n. 1978)
- Ivan Grgat, ex cestista croato (Signo, n. 1974)
- Ivan Harris, ex cestista statunitense (Springfield, n. 1984)
- Ivan Jadėška, ex cestista e allenatore di pallacanestro sovietico (Scjacki, n. 1945)
- Ivan Johnson, ex cestista statunitense (San Antonio, n. 1984)
- Ivan Koljević, cestista montenegrino (Cettigne, n. 1984)
- Ivan Lazarev, cestista russo (Orechovo-Zuevo, n. 1991)
- Ivan Leshinsky, ex cestista statunitense (New York, n. 1947)
- Ivan Lilov, cestista bulgaro (Sofia, n. 1988)
- Ivan Majcunić, cestista croato (Zagabria, n. 1996)
- Ivan Maraš, cestista montenegrino (Titograd, n. 1986)
- Ivan Marinković, cestista serbo (Belgrado, n. 1993)
- Ivan McFarlin, ex cestista statunitense (Missouri City, n. 1982)
- Ivan Messina, cestista italiano (Catania, n. 1988)
- Ivan Mrázek, cestista e allenatore di pallacanestro cecoslovacco (Brno, n. 1926 - Brno, † 2019)
- Ivan Neljubov, cestista russo (Čeljabinsk, n. 1988)
- Ivan Novačić, cestista croato (Zara, n. 1985)
- Ivan Onojaife, cestista italiano (Giugliano in Campania, n. 2003)
- Ivan Opačak, ex cestista bosniaco (Zenica, n. 1980)
- Ivan Paunić, ex cestista serbo (Belgrado, n. 1987)
- Ivan Rabb, ex cestista statunitense (Oakland, n. 1997)
- Ivan Radenović, ex cestista serbo (Belgrado, n. 1984)
- Ivan Ramljak, cestista croato (Mostar, n. 1990)
- Ivan Scarponi, cestista italiano (Roma, n. 1986)
- Ivan Siriščević, cestista croato (Spalato, n. 1987)
- Ivan Smiljanić, cestista serbo (Belgrado, n. 1989)
- Ivan Strebkov, cestista russo (Alma Ata, n. 1991)
- Ivan Sunara, ex cestista e allenatore di pallacanestro croato (Dernis, n. 1959)
- Ivan Tkačenko, cestista ucraino (Kam"janka, n. 1997)
- Ivan Tomas, ex cestista e allenatore di pallacanestro croato (Koprivnica, n. 1981)
- Ivan Tomeljak, ex cestista croato (Spalato, n. 1979)
- Ivan Uchov, cestista russo (Perm', n. 1995)
- Ivan Verberckt, ex cestista belga (Niel, n. 1962)
- Ivan Viktorov, cestista russo (San Pietroburgo, n. 1995)
- Ivan Vladimirov, cestista e allenatore di pallacanestro bulgaro (n. 1926 - † 2005)
- Ivan Vrgoč, cestista croato (Spalato, n. 1999)
- Ivan Zoroski, ex cestista e procuratore sportivo serbo (Belgrado, n. 1979)
- Ivan Žigeranović, cestista serbo (Negotin, n. 1984)

## Chimici(2)
- Ivan Alimarin, chimico sovietico (Mosca, n. 1903 - Mosca, † 1989)
- Ivan Horbačevs'kyj, chimico ucraino (Zarubynci, n. 1854 - Praga, † 1942)

## Ciclisti su strada(11)
- Ivan Basso, ex ciclista su strada italiano (Gallarate, n. 1977)
- Ivan Burigotto, ciclista su strada italiano (San Donà di Piave, n. 1935 - Gaggiano, † 2009)
- Ivan Cerioli, ex ciclista su strada e pistard italiano (Codogno, n. 1971)
- Ivan Degasperi, ciclista su strada e mountain biker italiano (Trento, n. 1981)
- Ivan Gotti, ex ciclista su strada italiano (San Pellegrino Terme, n. 1969)
- Ivan Ivanov, ex ciclista su strada russo (Novoye Muratovo, n. 1960)
- Ivan Quaranta, ex ciclista su strada e pistard italiano (Crema, n. 1974)
- Ivan Romanov, ex ciclista su strada e pistard lituano (Klaipeda, n. 1957)
- Ivan Rovnyj, ex ciclista su strada e pistard russo (Leningrado, n. 1987)
- Ivan Santaromita, ex ciclista su strada italiano (Clivio, n. 1984)
- Ivan Savickij, ex ciclista su strada e pistard russo (Groznyj, n. 1992)

## Clarinettisti(1)
- Ivan Müller, clarinettista, compositore e inventore russo (Reval, n. 1786 - Bückeburg, † 1854)

## Compositori(11)
- Ivan Fedele, compositore italiano (Lecce, n. 1953)
- Ivan Grbec, compositore e etnomusicologo italiano (Trieste, n. 1889 - † 1966)
- Ivan Iusco, compositore e produttore discografico italiano (Bari, n. 1970)
- Ivan Kral, compositore, polistrumentista e produttore discografico ceco (Praga, n. 1948 - Michigan, † 2020)
- Ivan Petrovič Larionov, compositore e scrittore russo (Perm', n. 1830 - Saratov, † 1889)
- Ivan Suardi, compositore e musicista italiano (Seriate, n. 1959 - Brembate di Sopra, † 2017)
- Ivan Vandor, compositore e etnomusicologo italiano (Pécs, n. 1932 - Giove, † 2020)
- Ivan Aleksandrovič Vyšnegradskij, compositore russo (San Pietroburgo, n. 1893 - Parigi, † 1979)
- Ivan Zajc, compositore e direttore d'orchestra croato (Fiume, n. 1832 - Zagabria, † 1914)
- Ivan Čerepnin, compositore statunitense (Issy-les-Moulineaux, n. 1943 - Boston, † 1998)
- Ivan Šapovalov, compositore russo (Kotovo, n. 1966)

## Conduttori televisivi(1)
- Ivan Urgant, conduttore televisivo, attore e musicista russo (Leningrado, n. 1978)

## Coreografi(1)
- Ivan Clustine, coreografo russo (Mosca, n. 1862 - Nizza, † 1941)

## Cosmonauti(3)
- Ivan Anikeev, cosmonauta sovietico (Liski, n. 1933 - Bežeck, † 1992)
- Ivan Bella, cosmonauta slovacco (Brezno, n. 1964)
- Ivan Vagner, cosmonauta russo (Severoonežsk, n. 1985)

## Critici letterari(1)
- Ivan Dzjuba, critico letterario e politico ucraino (Mykolajiwka, n. 1931 - Kiev, † 2022)

## Cuochi(1)
- Ivan Michajlovič Charitonov, cuoco e santo russo (San Pietroburgo, n. 1870 - Ekaterinburg, † 1918)

## Danzatori(4)
- Ivan Allen, danzatore statunitense (Detroit, n. 1930 - † 2012)
- Ivan Nagy, ballerino e direttore artistico ungherese (Debrecen, n. 1943 - Budapest, † 2014)
- Ivan Putrov, ballerino ucraino (Kiev, n. 1980)
- Ivan Vasil'ev, ballerino e coreografo russo (Vladivostok, n. 1989)

## Danzatori su ghiaccio(1)
- Ivan Bukin, danzatore su ghiaccio russo (Mosca, n. 1993)

## Diplomatici(3)
- Ivan Ivanovič Barjatinskij, diplomatico russo (n. 1767 - Ivanovo, † 1825)
- Ivan Sergeevič Barjatinskij, diplomatico russo (n. 1738 - † 1811)
- Ivan Michajlovič Majskij, diplomatico sovietico (Kirillov, n. 1884 - Mosca, † 1975)

## Direttori artistici(1)
- Ivan Aleksandrovič Vsevoložskij, direttore artistico, costumista e funzionario russo (San Pietroburgo, n. 1835 - San Pietroburgo, † 1909)

## Dirigenti sportivi(4)
- Ivan Gazidis, dirigente sportivo sudafricano (Johannesburg, n. 1964)
- Ivan Miljković, dirigente sportivo e ex pallavolista serbo (Niš, n. 1979)
- Ivan Pelizzoli, dirigente sportivo e ex calciatore italiano (Bergamo, n. 1980)
- Ivan Rakitić, dirigente sportivo e ex calciatore croato (Rheinfelden, n. 1988)

## Editori(1)
- Ivan Dolinar, editore, giornalista e politico austro-ungarico (Škofja Loka, n. 1840 - Trieste, † 1886)

## Educatori(1)
- Ivan Ivanovič Beckoj, educatore russo (Stoccolma, n. 1704 - San Pietroburgo, † 1795)

## Esploratori(3)
- Ivan Petrovič Kozyrevskij, esploratore russo (Jakutsk, n. 1680 - Mosca, † 1734)
- Ivan Kuskov, esploratore russo (Tot'ma, n. 1765 - Tot'ma, † 1823)
- Ivan Jur'evič Moskvitin, esploratore russo

## Etnografi(1)
- Ivan Aleksandrovič Chudjakov, etnografo e rivoluzionario russo (Kurgan, n. 1842 - Irkutsk, † 1876)

## Fantini(1)
- Ivan Magnani, fantino italiano (Grosseto, n. 1919 - Grosseto, † 2003)

## Filosofi(2)
- Ivan Aleksandrovič Il'in, filosofo russo (Mosca, n. 1883 - Zollikon, † 1954)
- Ivan Vasil'evič Kireevskij, filosofo e critico letterario russo (Mosca, n. 1806 - San Pietroburgo, † 1856)

## Fisici(2)
- Ivan Supek, fisico, filosofo e scrittore croato (Zagabria, n. 1915 - Zagabria, † 2007)
- Ivan Vakarčuk, fisico e politico ucraino (Brătușeni, n. 1947 - Leopoli, † 2020)

## Fisiologi(1)
- Ivan Michajlovič Sečenov, fisiologo russo (Teplyj Stan, n. 1829 - Mosca, † 1905)

## Fondisti(9)
- Ivan Alypov, ex fondista russo (Sverdlovsk, n. 1982)
- Ivan Babikov, ex fondista russo (Kožva, n. 1980)
- Ivan Bátory, ex fondista slovacco (Liptovský Mikuláš, n. 1975)
- Ivan Garanin, ex fondista sovietico (Sokolovka, n. 1945)
- Ivan Ivanov, ex fondista russo (n. 1987)
- Ivan Jakimuškin, fondista russo (Tjumen', n. 1996)
- Ivan Lebanov, ex fondista bulgaro (Gostun, n. 1957)
- Ivan Perrillat Boiteux, ex fondista francese (Annecy, n. 1985)
- Ivan Utrobin, fondista sovietico (n. 1934 - † 2020)

## Fumettisti(4)
- Ivan Calcaterra, fumettista italiano (Busto Arsizio, n. 1969)
- Ivan Reis, fumettista brasiliano (San Paolo, n. 1976)
- Ivan Saidenberg, fumettista brasiliano (Piracicaba, n. 1940 - Santos, † 2009)
- Ivan Zoni, fumettista e illustratore italiano (Piacenza, n. 1982)

## Generali(26)
- Ivan Christoforovič Bagramjan, generale e politico sovietico (Čardachly, n. 1897 - Mosca, † 1982)
- Ivan Aleksandrovič Dekolong, generale e nobile russo (Mosca, n. 1716 - San Pietroburgo, † 1789)
- Ivan Nikolaevič Ėssen, generale russo (Kalvi, n. 1759 - Baldone, † 1813)
- Ivan Ivanovič Fedjuninskij, generale sovietico (Gilëva, n. 1900 - Mosca, † 1977)
- Ivan Fičev, generale bulgaro (Veliko Tărnovo, n. 1860 - Sofia, † 1931)
- Ivan Grigorievič Gogel, generale e nobile russo (n. 1773 - San Pietroburgo, † 1834)
- Ivan Gošnjak, generale e politico jugoslavo (Ogulin, n. 1909 - Belgrado, † 1980)
- Ivan Vasilievič Gudovič, generale russo (Starye Ivaitenki, n. 1741 - Olgopol, † 1820)
- Ivan Ignat'evič Jakubovskij, generale e politico sovietico (Zajcava, n. 1912 - Mosca, † 1976)
- Ivan Kolev, generale bulgaro (Banovka, n. 1863 - Vienna, † 1917)
- Ivan Stepanovič Konev, generale e politico sovietico (Lodejno, n. 1897 - Mosca, † 1973)
- Ivan Davidovič Lazarev, generale russo (Şuşa, n. 1820 - Tbilisi, † 1879)
- Ivan Petrovič Liprandi, generale e storico russo (Russia, n. 1790 - San Pietroburgo, † 1880)
- Ivan Il'ič Ljudnikov, generale sovietico (Krivaja Kosa, n. 1902 - Mosca, † 1976)
- Ivan Ivanovič Möller-Sakomelsky, generale russo (n. 1725 - Kilija, † 1790)
- Ivan Aleksandrovič Nabokov, generale russo (n. 1787 - San Pietroburgo, † 1852)
- Ivan Fëdorovič Paskevič, generale russo (Poltava, n. 1782 - Varsavia, † 1856)
- Ivan Efimovič Petrov, generale sovietico (Trubčevsk, n. 1896 - Mosca, † 1958)
- Ivan Petrovič Saltykov, generale russo (n. 1730 - † 1805)
- Ivan Aleksandrovič Serov, generale, politico e agente segreto sovietico (Afimskoe, n. 1905 - Mosca, † 1990)
- Ivan Alekseevič Susloparov, generale sovietico (Krutikhintsy, n. 1897 - Mosca, † 1974)
- Ivan Vladimirovič Tjulenev, generale sovietico (Šatrašany, n. 1892 - Mosca, † 1978)
- Ivan Fëdorovič Udom, generale e nobile russo (Mosca, n. 1768 - San Pietroburgo, † 1821)
- Ivan Osipovič de Witt, generale, agente segreto e nobile russo (Kam"janec'-Podil's'kyj, n. 1781 - San Pietroburgo, † 1840)
- Ivan Danilovič Černjachovskij, generale sovietico (Uman', n. 1906 - Mehlsack, † 1945)
- Ivan Egorovič Ševič, generale russo (Novorossija, n. 1754 - Lipsia, † 1813)

## Geodeti(1)
- Ivan Michajlovič Evreinov, geodeta e esploratore russo (n. 1694 - † 1724)

## Geografi(1)
- Ivan Kirillovič Kirilov, geografo e cartografo russo (n. 1695 - Samara, † 1737)

## Ginnasti(3)
- Ivan Kuljak, ginnasta russo (Kaluga, n. 2002)
- Ivan Litvinovič, ginnasta bielorusso (Vilejka, n. 2001)
- Ivan Stretovič, ginnasta russo (Novosibirsk, n. 1996)

## Giocatori di calcio a 5(4)
- Ivan Castrogiovanni, giocatore di calcio a 5 italiano (Enna, n. 1989)
- Ivan Hechtermans, ex giocatore di calcio a 5 belga (n. 1967)
- Ivan Milovanov, giocatore di calcio a 5 russo (Tjumen', n. 1989)
- Ivan Čiškala, giocatore di calcio a 5 russo (Noril'sk, n. 1995)

## Giocatori di football americano(7)
- Tucker Frederickson, ex giocatore di football americano statunitense (Hollywood, n. 1943)
- Ivan Gavrilović, ex giocatore di football americano serbo
- Ivan Krković, giocatore di football americano serbo (Kragujevac)
- Ivan Nedeljković, ex giocatore di football americano e allenatore di football americano serbo (Belgrado, n. 1988)
- Ivan Pace Jr., giocatore di football americano statunitense (Cincinnati, n. 2000)
- Ivan Pleva, giocatore di football americano serbo
- Ivan Radojičić, giocatore di football americano serbo (n. 1991)

## Giocatori di poker(1)
- Ivan Demidov, giocatore di poker russo (Mosca, n. 1981)

## Giornalisti(7)
- Ivan Sergeevič Aksakov, giornalista e biografo russo (Nadeždino, n. 1823 - Mosca, † 1886)
- Ivan Bacchi, giornalista, conduttore televisivo e attore italiano (Ferrara, n. 1975)
- Ivan Berni, giornalista e saggista italiano (Milano, n. 1955)
- Ivan Finotti, giornalista, critico musicale e critico cinematografico brasiliano (San Paolo del Brasile, n. 1970)
- Ivan Levaï, giornalista, storico e saggista ungherese (Budapest, n. 1937)
- Ivan Novelli, giornalista, attivista e ambientalista italiano (Firenze, n. 1956)
- Ivan Zazzaroni, giornalista, conduttore televisivo e opinionista italiano (Bologna, n. 1958)

## Hockeisti su ghiaccio(12)
- Ivan Baranka, hockeista su ghiaccio slovacco (Ilava, n. 1985)
- Ivan Demetz, ex hockeista su ghiaccio italiano (Bressanone, n. 1988)
- Ivan Demidov, hockeista su ghiaccio russo (Sergiev Posad, n. 2005)
- Ivan Hlinka, hockeista su ghiaccio e allenatore di hockey su ghiaccio cecoslovacco (Most, n. 1950 - Karlovy Vary, † 2004)
- Ivan Incir, ex hockeista su ghiaccio svizzero (n. 1991)
- Ivan Majeský, ex hockeista su ghiaccio slovacco (Banská Bystrica, n. 1976)
- Ivan Meneghetti, ex hockeista su ghiaccio italiano (Agordo, n. 1969)
- Ivan Neprjaev, hockeista su ghiaccio russo (Jaroslavl', n. 1982)
- Ivan Tauferer, ex hockeista su ghiaccio italiano (Bolzano, n. 1995)
- Ivan Telegin, hockeista su ghiaccio russo (Novokuzneck, n. 1992)
- Ivan Tkačenko, hockeista su ghiaccio russo (Jaroslavl', n. 1979 - Jaroslavl', † 2011)
- Ivan Tregubov, hockeista su ghiaccio sovietico (Livadka, n. 1930 - Mosca, † 1992)

## Imperatori(1)
- Ivan Asen II, imperatore bulgaro († 1241)

## Imprenditori(3)
- Ivan Ruggeri, imprenditore e dirigente sportivo italiano (Telgate, n. 1944 - Bergamo, † 2013)
- Ivan Savvidis, imprenditore e politico russo (Santa Gruzino, n. 1959)
- Ivan Venturi, imprenditore e autore di videogiochi italiano (Bologna, n. 1970)

## Incisori(1)
- Ivan Archipovič Berseniev, incisore russo (Ekaterinenbourg, n. 1762 - Parigi, † 1789)

## Informatici(1)
- Ivan Sutherland, informatico statunitense (Hastings, n. 1938)

## Ingegneri(2)
- Ivan Osipovič Jarkovskij, ingegnere e astronomo russo (Vicebsk, n. 1844 - Heidelberg, † 1902)
- Ivan Ivanovič Pogosskij, ingegnere aeronautico sovietico (Mosca, n. 1896 - † 1934)

## Insegnanti(1)
- Ivan Merz, insegnante croato (Banja Luka, n. 1896 - Zagabria, † 1928)

## Judoka(2)
- Gene LeBell, judoka e wrestler statunitense (Los Angeles, n. 1932 - Los Angeles, † 2022)
- Ivan Nifontov, judoka russo (Pavlodar, n. 1987)

## Kickboxer(1)
- Ivan Naccari, kickboxer italiano (Messina, n. 1994)

## Linguisti(2)
- Ivan Jakovlevič Jakovlev, linguista, pedagogo e traduttore russo (Koški-Novotimbaevo, n. 1848 - Mosca, † 1930)
- Ivan Trinko, linguista e storiografo sloveno (Tercimonte, n. 1863 - Tercimonte, † 1954)

## Lottatori(13)
- Ivan Bogdan, lottatore sovietico (n. 1928 - † 2020)
- Ivan Conov, ex lottatore bulgaro (Krasnovo, n. 1966)
- Ivan Cočev, lottatore bulgaro (Sofia, n. 1954)
- Ivan Frgić, lottatore jugoslavo (Sombor, n. 1953 - Sombor, † 2015)
- Ivan Guidea, lottatore rumeno (Nisporeni, n. 1988)
- Ivan Ivanov, lottatore bulgaro (Sofia, n. 1986)
- Ivan Ivanov, lottatore bulgaro (n. 1937 - † 2010)
- Ivan Jankov, ex lottatore bulgaro (Oreshak, n. 1951)
- Ivan Jarygin, lottatore sovietico (Ust-Kamzas, n. 1948 - Neftekumsk, † 1997)
- Ivan Kolev, ex lottatore bulgaro (Chirpan, n. 1951)
- Ivan Krăstev, lottatore bulgaro (Nova Zagora, n. 1946)
- Ivan Lizatović, lottatore croato (Zagabria, n. 1988)
- Ivan Nanut, lottatore italiano (Savogna d'Isonzo, n. 1886 - Monfalcone, † 1958)

## Martellisti(2)
- Ivan Cichan, martellista e dirigente sportivo bielorusso (Hloŭsievičy, n. 1976)
- Ivan Gubijan, martellista jugoslavo (Bjelovar, n. 1923 - Belgrado, † 2009)

## Matematici(1)
- Ivan Matveevič Vinogradov, matematico sovietico (Velikie Luki, n. 1891 - Mosca, † 1983)

## Mecenati(1)
- Ivan Ivanovič Šuvalov, mecenate russo (Mosca, n. 1727 - San Pietroburgo, † 1797)

## Medici(1)
- Ivan Pavlov, medico, fisiologo e etologo russo (Rjazan', n. 1849 - Leningrado, † 1936)

## Mercanti(1)
- Ivan Ljachov, mercante e esploratore russo

## Mezzofondisti(3)
- Ivan Dresser, mezzofondista statunitense (Flandreau, n. 1896 - New York, † 1956)
- Ivan Heško, mezzofondista ucraino (Kicman', n. 1979)
- Ivan Ivanov, ex mezzofondista sovietico (n. 1948)

## Micologi(1)
- Ivan Nikolaevič Abramov, micologo e agronomo sovietico (San Pietroburgo, n. 1884 - † 1953)

## Militari(11)
- Ivan Andreevič Arapov, ufficiale russo (Kovylkino, n. 1844 - Kovylkino, † 1913)
- Ivan Alekseevič Dolgorukov, ufficiale e principe russo (Varsavia, n. 1708 - Novgorod, † 1739)
- Ivan Ivanovič Gorbačevskij, militare russo (Nižyn, n. 1800 - Petrovskij Zavod, † 1869)
- Ivan Sidorenko, militare russo (n. 1919 - † 1994)
- Ivan Krasnov, militare e scrittore russo (Russia, n. 1802 - Russia, † 1871)
- Ivan Stepanovič Laškevič, militare russo (Černigov, n. 1891 - Pietrogrado, † 1917)
- Ivan Mazeppa, militare ucraino (Masepinzi, n. 1639 - Tighina, † 1709)
- Ivan Alekseevič Musin-Puškin, ufficiale russo (n. 1783 - Vienna, † 1836)
- Ivan Andreevič Rejnsdorp, militare danese (Danimarca, n. 1730 - Orenburg, † 1782)
- Ivan Jur'evič Trubeckoj, ufficiale e nobile russo (n. 1667 - † 1750)
- Ivan Dmitrievič Čertkov, ufficiale russo (Voronež, n. 1798 - Mosca, † 1865)

## Musicisti(1)
- Ivan Doroschuk, musicista canadese (Champaign, n. 1957)

## Navigatori(2)
- Ivan Karpovič Golubec, marinaio sovietico (Taganrog, n. 1916 - Sebastopoli, † 1942)
- Ivan Semënovič Sergeev, navigatore russo (Peterhof, n. 1863 - Riga, † 1919)

## Nobili(6)
- Ivan Alessandro di Bulgaria, nobile bulgaro († 1371)
- Ivan Ivanovič Lobanov-Rostov, nobile e ufficiale russo (n. 1731 - Mosca, † 1791)
- Ivan Nikitič Romanov, nobile russo (n. 1560 - † 1640)
- Ivan Konstantinovič Romanov, nobile russo (San Pietroburgo, n. 1886 - Alapaevsk, † 1918)
- Ivan Illarionovič Voroncov, nobile e politico russo (n. 1719 - † 1786)
- Ivan Illarionovič Voroncov-Daškov, nobile e diplomatico russo (n. 1790 - † 1854)

## Nuotatori(5)
- Ivan Girëv, nuotatore russo (Gavrilov-Jam, n. 2000)
- Ivan Ivanov, ex nuotatore kirghiso (n. 1979)
- Ivan Lenđer, nuotatore serbo (Zrenjanin, n. 1990)
- Ivan Stedman, nuotatore australiano (Oakleigh, n. 1895 - Prahran, † 1979)
- Ivan Usov, ex nuotatore russo (n. 1977)

## Operai(1)
- Ivan Fëdorovič Okladskij, operaio russo (Oklad, n. 1859 - Leningrado, † 1925)

## Ostacolisti(1)
- Ivan Riley, ostacolista statunitense (n. 1900 - † 1943)

## Paleontologi(1)
- Ivan Antonovič Efremov, paleontologo e scrittore di fantascienza russo (Vyrica, n. 1908 - Leningrado, † 1972)

## Pallamanisti(2)
- Ivan Ninčević, ex pallamanista croato (Zara, n. 1981)
- Ivan Čupić, ex pallamanista e allenatore di pallamano croato (Metković, n. 1986)

## Pallanuotisti(5)
- Ivan Banovac, pallanuotista croato (Spalato, n. 1990)
- Ivan Basara, pallanuotista serbo (Belgrado, n. 1988)
- Ivan Bordi, pallanuotista rumeno (Târgu Mureș, n. 1938 - Redwood City, † 2021)
- Ivan Buljubašić, pallanuotista croato (Macarsca, n. 1987)
- Ivan Milaković, ex pallanuotista croato (Spalato, n. 1980)

## Pallavolisti(3)
- Ivan Demakov, pallavolista russo (Joškar-Ola, n. 1993)
- Ivan Jakovlev, pallavolista russo (San Pietroburgo, n. 1995)
- Ivan Zaytsev, pallavolista italiano (Spoleto, n. 1988)

## Partigiani(1)
- Ivan Motika, partigiano, politico e avvocato jugoslavo (Gimino, n. 1907 - Zagabria, † 1999)

## Patrioti(1)
- Ivan Susanin, patriota russo (Oblast' di Kostroma - Oblast' di Kostroma, † 1613)

## Pattinatori artistici su ghiaccio(1)
- Ivan Righini, pattinatore artistico su ghiaccio italiano (Mosca, n. 1991)

## Pattinatori di velocità su ghiaccio(1)
- Ivan Skobrev, pattinatore di velocità su ghiaccio russo (Chabarovsk, n. 1983)

## Pentatleti(1)
- Ivan Derjugin, pentatleta sovietico (Zmiïv, n. 1928 - Kiev, † 1996)

## Pesisti(4)
- Ivan Emilianov, pesista moldavo (Chișinău, n. 1977)
- Ivan Ivančić, pesista e allenatore di atletica leggera jugoslavo (Grabovac, n. 1937 - Zagabria, † 2014)
- Ivan Ivanov, pesista kazako (n. 1992)
- Ivan Juškov, pesista russo (Irkutsk, n. 1981)

## Pianisti(6)
- Ivan Bessonov, pianista e compositore russo (San Pietroburgo, n. 2002)
- Ivan Davis, pianista statunitense (Electra, n. 1932 - Miami, † 2018)
- Ivan Donchev, pianista bulgaro (Burgas, n. 1981)
- Ivan Ilić, pianista statunitense (Palo Alto, n. 1978)
- Ivan Krpan, pianista croato (Zagabria, n. 1997)
- Ivan Moravec, pianista ceco (Praga, n. 1930 - Praga, † 2015)

## Piloti automobilistici(2)
- Ivan Capelli, ex pilota automobilistico e telecronista sportivo italiano (Milano, n. 1963)
- Ivan Stewart, ex pilota automobilistico statunitense (Oklahoma, n. 1945)

## Piloti di rally(1)
- Ivan Carmellino, pilota di rally italiano (Borgosesia, n. 1990)

## Piloti motociclistici(5)
- Ivan Clementi, pilota motociclistico italiano (Montegiorgio, n. 1975)
- Ivan Goi, pilota motociclistico italiano (Casalmaggiore, n. 1980)
- Ivan Lazzarini, pilota motociclistico italiano (Pesaro, n. 1979)
- Ivan Martínez, pilota motociclistico spagnolo (Toledo, n. 1981)
- Ivan Palazzese, pilota motociclistico venezuelano (Alba Adriatica, n. 1962 - Hockenheim, † 1989)

## Pistard(3)
- Ivan Beltrami, ex pistard e ciclista su strada italiano (Riva del Garda, n. 1969)
- Ivan Kovalëv, ex pistard e ciclista su strada russo (Oblast' di Sverdlovsk, n. 1986)
- Ivan Smirnov, pistard e ciclista su strada russo (n. 1999)

## Pittori(21)
- Ivan Konstantinovič Ajvazovskij, pittore russo (Feodosija, n. 1817 - Feodosija, † 1900)
- Ivan Albright, pittore statunitense (Chicago, n. 1897 - Woodstock, † 1983)
- Ivan Angelov, pittore bulgaro (Brenica, n. 1864 - Sofia, † 1924)
- Ivan Argunov, pittore russo (n. 1729 - Mosca, † 1802)
- Ivan Jakovlevič Bilibin, pittore e illustratore russo (Tarchovka, n. 1876 - Leningrado, † 1942)
- Ivan Gavrilovič Blinov, pittore russo (Kudašicha, n. 1872 - Kudašicha, † 1944)
- Ivan Crico, pittore e poeta italiano (Gorizia, n. 1968)
- Ivan Generalić, pittore croato (Hlebine, n. 1914 - Koprivnica, † 1992)
- Ivan Grohar, pittore sloveno (Spodnja Sorica, n. 1867 - Lubiana, † 1911)
- Ivan Karpov, pittore russo (Novočerkassk, n. 1898 - Milano, † 1970)
- Ivan Kljun, pittore, scultore e filosofo russo (Bol'šie Gorki, n. 1873 - Mosca, † 1943)
- Ivan Nikolaevič Kramskoj, pittore e critico d'arte russo (Ostrogožsk, n. 1837 - San Pietroburgo, † 1887)
- Ivan Kuz'mič Makarov, pittore russo (Saransk, n. 1822 - San Pietroburgo, † 1897)
- Ivan Stepanovič Marčuk, pittore ucraino (Oblast' di Ternopil', n. 1936)
- Ivan Mosca, pittore e esoterista italiano (Parma, n. 1915 - Roma, † 2005)
- Ivan Maksimovič Nikitin, pittore russo
- Ivan Nikolaevič Pavlov, pittore e incisore russo (Kašira, n. 1872 - Mosca, † 1951)
- Ivan Puni, pittore russo (Kuokkala, n. 1894 - Parigi, † 1956)
- Ivan Rabuzin, pittore croato (Ključ, n. 1921 - Varaždin, † 2008)
- Ivan Ivanovič Šiškin, pittore russo (Elabuga, n. 1832 - San Pietroburgo, † 1898)
- Ivan Višnjakov, pittore russo (Mosca, n. 1699 - San Pietroburgo, † 1761)

## Poeti(14)
- Ivan Ivanovič Dmitriev, poeta e politico russo (Bogorodskoe, n. 1760 - Mosca, † 1837)
- Ivan Franko, poeta, scrittore e giornalista ucraino (Nahujevyči, n. 1856 - Leopoli, † 1916)
- Ivan Ivanovič Gorbunov-Posadov, poeta, editore e pedagogista russo (Kolpino, n. 1864 - Mosca, † 1940)
- Ivan Hribovšek, poeta e filologo sloveno (Radovljica, n. 1923 - † 1945)
- Ivan Ivanovič Kataev, poeta russo (Mosca, n. 1902 - Mosca, † 1937)
- Ivan Ivanovič Kozlov, poeta russo (Mosca, n. 1779 - San Pietroburgo, † 1840)
- Ivan Krasko, poeta, scrittore e traduttore slovacco (Lukovištia, n. 1876 - Martin, † 1958)
- Janka Kupała, poeta e scrittore bielorusso (Viazynka, n. 1882 - Mosca, † 1942)
- Ivan Mažuranić, poeta croato (Novi Vinodolski, n. 1814 - Zagabria, † 1890)
- Ivan Savvič Nikitin, poeta e scrittore russo (Voronež, n. 1824 - Voronež, † 1861)
- Ivan Surikov, poeta e scrittore russo (Uglič, n. 1841 - Mosca, † 1880)
- Ivan Tresoldi, poeta italiano (Milano, n. 1981)
- Ivan Vazov, poeta e romanziere bulgaro (Sopot, n. 1850 - Sofia, † 1921)
- Ivan Wernisch, poeta, scrittore e artista ceco (Praga, n. 1942)

## Polistrumentisti(1)
- Ivan Neville, polistrumentista e cantante statunitense (New Orleans, n. 1959)

## Politici(40)
- Ivan Bagrjanov, politico e diplomatico bulgaro (Razgrad, n. 1891 - Sofia, † 1945)
- Ivan Bakanov, politico, militare e agente segreto ucraino (Kryvyj Ryh, n. 1975)
- Ivan Bartoš, politico ceco (Jablonec nad Nisou, n. 1980)
- Ivan Brajović, politico montenegrino (Titograd, n. 1962)
- Ivan Catalano, politico italiano (Legnano, n. 1986)
- Ivan Grigor'evič Černyšëv, politico e ufficiale russo (n. 1726 - Roma, † 1797)
- Ivan Cooper, politico e attivista britannico (Killaloo, n. 1944 - † 2019)
- Ivan Della Valle, politico italiano (Torino, n. 1974)
- Ivan Michajlovič Dolgorukov, politico, poeta e drammaturgo russo (Mosca, n. 1764 - Mosca, † 1823)
- Ivan Dérer, politico, avvocato e saggista slovacco (Malacky, n. 1884 - Praga, † 1973)
- Ivan Fedorov, politico ucraino (Melitopol', n. 1988)
- Ivan Foschi, politico sammarinese (Città di San Marino, n. 1973)
- Ivan Alekseevič Gagarin, politico, nobile e militare russo (Mosca, n. 1771 - Mosca, † 1832)
- Ivan Gašparovič, politico, giurista e docente slovacco (Poltár, n. 1941)
- Ivan Gešov, politico bulgaro (Plovdiv, n. 1849 - Sofia, † 1924)
- Ivan Logginovič Goremykin, politico russo (Velikij Novgorod, n. 1839 - Soči, † 1917)
- Ivan Graanoogst, politico surinamese (Paramaribo)
- Janez Janša, politico sloveno (Lubiana, n. 1958)
- Ivan Korčok, politico slovacco (Banská Bystrica, n. 1964)
- Ivan Kostov, politico bulgaro (Sofia, n. 1949)
- Ivan Gavrilovič Kruglikov, politico russo (Smolensk, n. 1787 - San Pietroburgo, † 1847)
- Ivan Matteo Lombardo, politico italiano (Milano, n. 1902 - Roma, † 1980)
- Ivan Maček, politico jugoslavo (Spodnja Zadobrova, n. 1908 - Lubiana, † 1993)
- Ivan Andreevič Osterman, politico russo (Rjazan', n. 1725 - Mosca, † 1811)
- Ivan Pauletta, politico e scrittore croato (Capo Promontore, n. 1936 - Pola, † 2017)
- Ivan Pinheiro, politico brasiliano (Rio de Janeiro, n. 1946)
- Ivo Lola Ribar, politico jugoslavo (Zagabria, n. 1916 - Glamocko Polje, † 1943)
- Ivan Ribar, politico jugoslavo (Vukmanić, n. 1881 - Zagabria, † 1968)
- Ivan Nikolaevič Rimskij-Korsakov, politico russo (San Pietroburgo, n. 1754 - San Pietroburgo, † 1831)
- Ivan Rota, politico italiano (Palazzago, n. 1958)
- Ivan Ivanovič Skvorcov-Stepanov, politico, storico e economista russo (Mal'cevo-Brodovo, n. 1870 - Soči, † 1928)
- Ivan Stambolić, politico serbo (Brezova, n. 1936 - Zmajevac, † 2000)
- Ivan Stepanovič Silaev, politico russo (Bachtyzino, n. 1930 - Nižnij Novgorod, † 2023)
- Ivan Šubašić, politico jugoslavo (Vukova Gorica, n. 1892 - Zagabria, † 1955)
- Ivan Fëdorovič Tevosjan, politico, diplomatico e ingegnere sovietico (Şuşa, n. 1902 - Mosca, † 1958)
- Ivan Petrovič Tolstoj, politico russo (Mosca, n. 1685 - Monastero di Solovki, † 1728)
- Ivan Vesenjak, politico jugoslavo (Gorišnica, n. 1880 - Maribor, † 1938)
- Ivan Ševcov, politico ucraino (Seredyna-Buda, n. 1904 - † 1941)
- Ivan Šusteršič, politico e avvocato austro-ungarico (Ribnica, n. 1863 - Lubiana, † 1925)
- Ivan Ždanov, politico, avvocato e attivista russo (Rostov sul Don, n. 1988)

## Presbiteri(3)
- Ivan Sergeevič Gagarin, presbitero, teologo e scrittore russo (Mosca, n. 1814 - Parigi, † 1882)
- Ivan Stojanović, presbitero e scrittore serbo (Ragusa, n. 1829 - Ragusa, † 1900)
- Ivan Zjatyk, presbitero ucraino (Sanok, n. 1899 - Tajšet, † 1952)

## Principi(5)
- Ivan III di Russia, principe russo (Mosca, n. 1440 - Mosca, † 1505)
- Ivan Aleksandrovič, principe russo († 1359)
- Ivan di Novosil', principe russo
- Ivan II di Russia, principe russo (Mosca, n. 1326 - Mosca, † 1359)
- Ivan I di Russia, principe russo (Mosca, n. 1288 - Mosca, † 1340)

## Produttori cinematografici(1)
- Ivan Tors, produttore cinematografico, sceneggiatore e regista ungherese (Budapest, n. 1916 - Mato Grosso, † 1983)

## Pugili(3)
- Ivan Dyčko, pugile kazako (Rudnyj, n. 1990)
- Ivan Fiorletta, ex pugile italiano (Avezzano, n. 1979)
- Ivan Prebeg, pugile jugoslavo (Josipdol, n. 1933 - Zagabria, † 1995)

## Rapper(5)
- Noize MC, rapper, cantautore e musicista russo (Jarcevo, n. 1985)
- Artie 5ive, rapper italiano (Milano, n. 2000)
- Jazzy Bazz, rapper francese (Parigi, n. 1989)
- Ivan Petunin, rapper e attivista russo (Belorechensk, n. 1995 - Krasnodar, † 2022)
- Face, rapper russo (Ufa, n. 1997)

## Registi(18)
- Ivan Abramson, regista, sceneggiatore e produttore cinematografico statunitense (Vilnius, n. 1869 - New York, † 1934)
- Ivan Dychovičnyj, regista sovietico (Mosca, n. 1947 - Mosca, † 2009)
- Ivan Petrovič Ivanov-Vano, regista e sceneggiatore sovietico (Mosca, n. 1900 - Mosca, † 1987)
- Ivan Petrovič Kavaleridze, regista cinematografico e scultore ucraino (Romensky Uyezd, n. 1887 - Kiev, † 1978)
- Ivan Kiasašvili, regista sovietico (Noril'sk, n. 1946 - † 2001)
- Ivan Vladimirovič Lukinskij, regista cinematografico sovietico (Skopin, n. 1906 - Mosca, † 1986)
- Ivan Semёnovič Nikitčenko, regista cinematografico e pittore sovietico (n. 1902 - Mosca, † 1958)
- Ivan Olita, regista italiano (Verona, n. 1987)
- Ivan Passer, regista e sceneggiatore ceco (Praga, n. 1933 - Reno, † 2020)
- Ivan Nikolaevič Perestiani, regista cinematografico russo (Taganrog, n. 1870 - Mosca, † 1959)
- Ivan Aleksandrovič Popov, regista russo (n. 1960 - † 2013)
- Ivan Konstantinovič Pravov, regista cinematografico sovietico (Voronež, n. 1899 - Mosca, † 1971)
- Ivan Aleksandrovič Pyr'ev, regista e sceneggiatore russo (Kamen'-na-Obi, n. 1901 - Mosca, † 1968)
- Ivan Reitman, regista e produttore cinematografico slovacco (Komárno, n. 1946 - Montecito, † 2022)
- Ivan Sen, regista, sceneggiatore e direttore della fotografia australiano (Queensland, n. 1972)
- Ivan Ivanovič Solovov, regista russo (Ėngel's, n. 1952)
- Ivan Stefanutti, regista, scenografo e costumista italiano (Udine)
- Ivan Tverdovskij, regista russo (Mosca, n. 1988)

## Religiosi(1)
- Ivan Neronov, religioso russo (n. 1591 - Monastero Danilov, † 1670)

## Rivoluzionari(9)
- Ivan Vasil'evič Babuškin, rivoluzionario russo (Ledengskoe, n. 1873 - Mysovsk, † 1906)
- Ivan Isaevič Bolotnikov, rivoluzionario russo (Mosca, † 1608)
- Ivan Platonovič Kaljaev, rivoluzionario e giornalista russo (Varsavia, n. 1877 - Šlissel'burg, † 1905)
- Ivan Martynovič Koval'skij, rivoluzionario russo (Sobolevka, n. 1850 - Odessa, † 1878)
- Ivan Leopol'dovič Lorenc, rivoluzionario e diplomatico sovietico (Łódź, n. 1890 - † 1941)
- Ivan Regent, rivoluzionario, politico e giornalista jugoslavo (Contovello, n. 1884 - Lubiana, † 1967)
- Ivan Nikitič Smirnov, rivoluzionario e politico russo (Gorodišče, n. 1881 - Mosca, † 1936)
- Ivan Pavlovič Tovstucha, rivoluzionario e politico sovietico (Bereznja, n. 1889 - Mosca, † 1935)
- Ivan Jakovlevič Žilin, rivoluzionario e politico russo (Voronež, n. 1871 - Mosca, † 1922)

## Rugbisti a 15(2)
- Ivan Aloisio, rugbista a 15 italiano (Genova, n. 1912)
- Ivan Francescato, rugbista a 15 italiano (Treviso, n. 1967 - Treviso, † 1999)

## Saltatori con gli sci(1)
- Ivan Lunardi, ex saltatore con gli sci italiano (Asiago, n. 1973)

## Scacchisti(8)
- Ivan Bukavšin, scacchista russo (Rostov sul Don, n. 1995 - Togliatti, † 2016)
- Ivan Ivanišević, scacchista serbo (n. 1977)
- Ivan Popov, scacchista russo (Rostov sul Don, n. 1990)
- Ivan Radulov, scacchista bulgaro (Burgas, n. 1939)
- Ivan Sokolov, scacchista bosniaco (Jajce, n. 1968)
- Ivan Zemljanskij, scacchista russo (Tjumen', n. 2010)
- Ivan Čeparinov, scacchista bulgaro (Asenovgrad, n. 1986)
- Ivan Šarić, scacchista croato (Spalato, n. 1990)

## Sceneggiatori(1)
- Ivan Raimi, sceneggiatore e attore statunitense (Royal Oak, n. 1956)

## Schermidori(2)
- Ivan Lee, schermidore statunitense (Brooklyn, n. 1981)
- Ivan Osiier, schermidore danese (Copenaghen, n. 1888 - Copenaghen, † 1965)

## Sciatori alpini(6)
- Ivan Bormolini, ex sciatore alpino italiano (n. 1972)
- Ivan Eggenberger, ex sciatore alpino svizzero (n. 1969)
- Ivan Kuznecov, sciatore alpino russo (Petropavlovsk-Kamčatskij, n. 1996)
- Ivan Marzola, ex sciatore alpino italiano (Trieste, n. 1963)
- Ivan Pacák, ex sciatore alpino slovacco (Liptovský Mikuláš, n. 1962)
- Ivan Penev, ex sciatore alpino bulgaro (n. 1950)

## Scrittori(27)
- Ivan Aralica, scrittore e saggista croato (Puljani-Promina, n. 1930)
- Ivan Bahrjanyj, scrittore ucraino (Kuzemyn, n. 1906 - Neu-Ulm, † 1963)
- Ivan Barkov, scrittore, traduttore e poeta russo (San Pietroburgo, n. 1732 - San Pietroburgo, † 1768)
- Ivan Alekseevič Bunin, scrittore e poeta russo (Voronež, n. 1870 - Parigi, † 1953)
- Ivan Cankar, scrittore e poeta sloveno (Vrhnika, n. 1876 - Lubiana, † 1918)
- Ivan Ivanovič Chemnicer, scrittore russo (Enotaevskoe, n. 1745 - San Pietroburgo, † 1784)
- Ivan Cotroneo, scrittore, sceneggiatore e regista italiano (Napoli, n. 1968)
- Ivan Doig, scrittore statunitense (White Sulphur Springs, n. 1939 - Seattle, † 2015)
- Ivan Aleksandrovič Gončarov, scrittore russo (Simbirsk, n. 1812 - San Pietroburgo, † 1891)
- Ivan Guerrerio, scrittore italiano (Milano, n. 1963 - Cinisello Balsamo, † 2025)
- Ivan Illich, scrittore, storico e pedagogista austriaco (Vienna, n. 1926 - Brema, † 2002)
- Ivan Klíma, scrittore ceco (Praga, n. 1931)
- Ivan Petrovyč Kotljarevs'kyj, scrittore, poeta e commediografo ucraino (Poltava, n. 1769 - Poltava, † 1838)
- Ivan Goran Kovačić, scrittore, giornalista e partigiano croato (Lukovdol, n. 1913 - dintorni di Foča, † 1943)
- Ivan Andreevič Krylov, scrittore e commediografo russo (Mosca, n. 1768 - San Pietroburgo, † 1844)
- Ivan Kukuljević Sakcinski, scrittore, storico e politico croato (Varaždin, n. 1816 - Puhakovec, † 1889)
- Ivan Afanas'evič Kuščevskij, scrittore russo (Barnaul, n. 1847 - San Pietroburgo, † 1876)
- Ivan Kušan, scrittore e sceneggiatore croato (Sarajevo, n. 1933 - Zagabria, † 2012)
- Ivan Olbracht, scrittore, traduttore e giornalista ceco (Semily, n. 1882 - Praga, † 1952)
- Ivan Ivanovič Panaev, scrittore e giornalista russo (San Pietroburgo, n. 1812 - San Pietroburgo, † 1862)
- Ivan Pregelj, scrittore sloveno (Santa Lucia, n. 1883 - Lubiana, † 1960)
- Ivan Sergeevič Šmelëv, scrittore russo (Mosca, n. 1873 - Parigi, † 1950)
- Ivan Southall, scrittore australiano (Canterbury, n. 1921 - Wantirna, † 2008)
- Ivan Stodola, scrittore, drammaturgo e medico slovacco (Liptovský Mikuláš, n. 1888 - Piešťany, † 1977)
- Ivan Teobaldelli, scrittore e giornalista italiano (Sestino, n. 1949 - Città di Castello, † 2025)
- Ivan Sergeevič Turgenev, scrittore e drammaturgo russo (Orël, n. 1818 - Bougival, † 1883)
- Ivan Vladislavic, scrittore sudafricano (Pretoria, n. 1957)

## Scultori(6)
- Ivan Dimitrov, scultore, pittore e incisore bulgaro (Dupniza, n. 1958)
- Ivan Šadr, scultore russo (Taktaši, n. 1887 - Mosca, † 1941)
- Ivan Petrovič Martos, scultore russo (Ičnja, n. 1754 - San Pietroburgo, † 1835)
- Ivan Meštrović, scultore croato (Vrpolje, n. 1883 - South Bend, † 1962)
- Ivan Theimer, scultore, pittore e incisore ceco (Olomouc, n. 1944)
- Ivan Vitali, scultore russo (San Pietroburgo, n. 1794 - San Pietroburgo, † 1855)

## Siepisti(1)
- Ivan Beljaev, ex siepista sovietico (Charkiv, n. 1935)

## Sindacalisti(1)
- Ivan Pedretti, sindacalista italiano (Gardone Val Trompia, n. 1954)

## Skater(1)
- Ivan Federico, skater italiano (Caluso, n. 1999)

## Slittinisti(1)
- Ivan Nagler, slittinista italiano (Brunico, n. 1999)

## Sollevatori(6)
- Ivan Abadžiev, sollevatore bulgaro (Novi Pazar, n. 1932 - Colonia, † 2017)
- Ivan Azdarov, sollevatore sovietico (Madan, n. 1916 - Erevan, † 1993)
- Ivan Ivanov, ex sollevatore bulgaro (Šumen, n. 1971)
- Ivan Udodov, sollevatore sovietico (Glubokij, n. 1924 - Rostov sul Don, † 1981)
- Ivan Veselinov, sollevatore bulgaro (Asenovgrad, n. 1926 - † 1996)
- Ivan Čakărov, sollevatore bulgaro (n. 1966)

## Sovrani(7)
- Ivan Asen III di Bulgaria, sovrano bulgaro († 1303)
- Ivan Asen I, sovrano bulgaro (Veliko Tărnovo, † 1196)
- Ivan V di Russia, sovrano (Mosca, n. 1666 - Mosca, † 1696)
- Ivan VI di Russia, sovrano russo (San Pietroburgo, n. 1740 - Šlissel'burg, † 1764)
- Ivan Sracimir di Bulgaria, sovrano bulgaro
- Ivan II di Bulgaria, sovrano bulgaro
- Ivan Stefan di Bulgaria, sovrano bulgaro (n. 1300 - Napoli, † 1373)

## Storici(4)
- Ivan Vladimirovič Cvetaev, storico russo (Kiev, n. 1847 - Mosca, † 1913)
- Ivan Gobry, storico e storico della filosofia francese (Saint-André-les-Vergers, n. 1927 - Parigi, † 2017)
- Ivan Jablonka, storico e scrittore francese (Parigi, n. 1973)
- Ivan Tomko Mrnavić, storico e poeta serbo (Sebenico, n. 1580 - Roma, † 1637)

## Taekwondoka(3)
- Ivan Scala, taekwondoka italiano (Napoli, n. 1996)
- Ivan Trajkovič, taekwondoka sloveno (n. 1991)
- Ivan Šapina, taekwondoka croato (n. 1999)

## Tennisti(5)
- Ivan Dodig, tennista croato (Međugorje, n. 1985)
- Ivan Kley, tennista brasiliano (Novo Hamburgo, n. 1958 - Itajaí, † 2025)
- Ivan Lendl, ex tennista e allenatore di tennis cecoslovacco (Ostrava, n. 1960)
- Ivan Sabanov, tennista serbo (Subotica, n. 1992)
- Ivan Serheev, tennista ucraino (Dnipropetrovs'k, n. 1988)

## Tenori(1)
- Ivan Semënovič Kozlovskij, tenore sovietico (Marianivka, n. 1900 - Mosca, † 1993)

## Traduttori(1)
- Ivan Čarota, traduttore, filologo e critico letterario bielorusso (Liščiky, n. 1952 - Minsk, † 2024)

## Ultramaratoneti(1)
- Ivan Cudin, ultramaratoneta italiano (Codroipo, n. 1975)

## Velisti(1)
- Ivan Scimonelli, ex velista italiano (Siracusa, n. 1988)

## Velocisti(2)
- Ivan Fuqua, velocista statunitense (Decatur, n. 1909 - Raleigh, † 1994)
- Ivan Möller, velocista, ostacolista e altista svedese (Göteborg, n. 1884 - Göteborg, † 1972)

## Vescovi cattolici(4)
- Ivan Choma, vescovo cattolico ucraino (Chyriv, n. 1923 - Roma, † 2006)
- Ivan Ljavinec, vescovo cattolico ceco (Volovec', n. 1923 - Žernůvka, † 2012)
- Ivan Marhityč, vescovo cattolico ucraino (Nagycsongova, n. 1921 - Pylypec', † 2003)
- Ivan Slezjuk, vescovo cattolico ucraino (Žyvačiv, n. 1896 - Stanislaviv, † 1973)

## Violinisti(3)
- Ivan Chandoškin, violinista e compositore russo (n. 1747 - † 1804)
- Ivan Galamian, violinista armeno (Tabriz, n. 1903 - New York, † 1981)
- Ivan Kawaciuk, violinista cecoslovacco (Želénky, n. 1913 - Praga, † 1966)

## Wrestler(1)
- Ivan Maksimovič Poddubnyj, wrestler ucraino (Krasenivka, n. 1871 - Ejsk, † 1949)

## Senza attività specificata(5)
- Ivan Aleksandrovič Balakirev, giullare russo (n. 1699 - Kasimov, † 1763)
- Ivan Ivanovič di Russia, russo (Mosca, n. 1554 - Aleksandrov, † 1581)
- Ivan Origone, sciatore di velocità italiano (Aosta, n. 1987)
- Ivan Šišman di Bulgaria, bulgaro (Nicopoli, † 1395)
- Skirgaila, duca (n. 1354 - Kiev, † 1397)